# Ам Мелензе
Ам Мелензе (њем. Am Mellensee) општина је у њемачкој савезној држави Бранденбург. Једно је од 16 општинских средишта округа Телтов-Флеминг. Према процјени из 2010. у општини је живјело 6.575 становника. Посједује регионалну шифру (AGS) 12072002.

## Географија
Ам Мелензе се налази у савезној држави Бранденбург у округу Телтов-Флеминг. Општина се налази на надморској висини од 43 метра. Површина општине износи 104,4 km².

## Становништво
У самом мјесту је, према процјени из 2010. године, живјело 6.575 становника. Просјечна густина становништва износи 63 становника/km².